# Mohamed Ali Bhar
Mohamed Ali Bhar (arabe : محمد علي بحر), né le 17 septembre 1989, est un handballeur tunisien jouant au poste d'ailier droit au sein du Espérance sportive de Tunis.

## Palmarès

### Clubs
- Vainqueur du championnat de Tunisie : 2012, 2013, 2014, 2016, 2017, 2022
- Vainqueur de la coupe de Tunisie : 2013, 2018, 2022
- Médaille d'or à la Ligue des champions d'Afrique 2013
- Vainqueur de la supercoupe d'Afrique 2014, 2016
- Médaille d'or à la coupe d'Afrique des vainqueurs de coupe 2014
- Médaille d'or à la coupe d'Afrique des vainqueurs de coupe 2015
- Médaille de bronze à la Ligue des champions d'Afrique 2012
- Vainqueur de la coupe arabe des clubs vainqueurs de coupe 2013

### Autres
- Médaillé de bronze aux Jeux panarabes de 2011 (Qatar)
- 5e à la coupe du monde des clubs 2014 (Qatar)

### Distinctions personnelles
- 4e meilleur buteur à la coupe du monde des clubs 2014 (Qatar)